# 馬可·佛羅雷斯
馬可·佛羅雷斯（西班牙語：Marco Flores，1981年—）是一位佛朗明歌男舞者和編舞家，出生於西班牙加地斯省的Arcos de la Frontera。他得過的許多舞蹈大獎中，最重要的大獎就是2007年Concurso Nacional de Arte Flamenco的舞蹈極致大獎（Premio Absoluto del Baile）。在他的舞蹈生涯中，曾經與Olga Pericet、Sara Baras、Rafaela Carrasco、Mercedes Ruiz、Manuel Liñán和Daniel Doña合作過。從2010年開始，創立自己的舞蹈公司。目前有三部作品：《DeFlamencas》、《Tránsito》、《Laberíntica》、《Entrar a juego》、《Fase Alterna》。

## 職業生涯
Marco於1981年出生於加地斯省的Arcos de la Frontera。他從小的時候開始就發展出與佛朗明哥文化深厚的關係，一直到他青少年時期對舞蹈產生的興趣。他早年幾乎是自學佛朗明哥舞，之後師事於Javier Latorre和Antonio Canales。他18歲開始在當地的佛朗明哥小酒館工作，讓他能夠學以致用。2000年開始兩年內他在不同的舞團工作，曾於Sara Baras舞團擔任「瘋女花娜」中的一角。那一年他也參加了Rafael Amargo舞團的製作《Amargo》，也同時在Rafaela Carrasco舞團工作過。在這一段期間，也曾經在Miguel Ángel Berna舞團和Mercedes Ruiz舞團擔任受邀舞者。
2003開始擔任共同總監和共同製作，並與曼努埃爾·李釀製做《Dos en Compañía》，與Olga Pericet和李釀製做《En sus 13》和《En Clave》，與Daniel Doña和Olga Pericet製做《Chanta la mui》、《complot》和《Recital》，他們三個人一起合作了六年。
2010年他開始創立自己的舞蹈公司Cía Marco Flores。第一部作品是《DeFlamencas》，同年也在哥多華劇院（Gran Teatro de Córdoba）演出。這部作品贏得了2012年黑雷斯佛朗明哥藝術節的Crítica Especializada獎項。
2012年同時有第二部作品《Tránsito》，在Festival Suma Flamenco節慶中於馬德里劇院（Teatros del Canal de Madrid）演出，同時第一部作品《Tránsito》也在西班牙和歐洲巡迴演出。
他最新創作的作品是《Laberíntica》，在Teatro Cervantes首演，並在Málaga的佛朗明哥藝術雙年展演出（la Bienal de Arte Flamenco de Málaga）。這部作品在2014年3月也在黑雷斯佛朗明哥藝術節中於Teatro Villamarta演出。
目前，Marco在世界各地工作，同時也繼續從事編舞創作，並和不同的藝術家和舞團合作。

## 作品列表
- 《瘋女花娜》（Juana La Loca，2005年）
- 《雙人舞團》（Dos en Compañía，2005年）[2]

## 創立舞團後作品

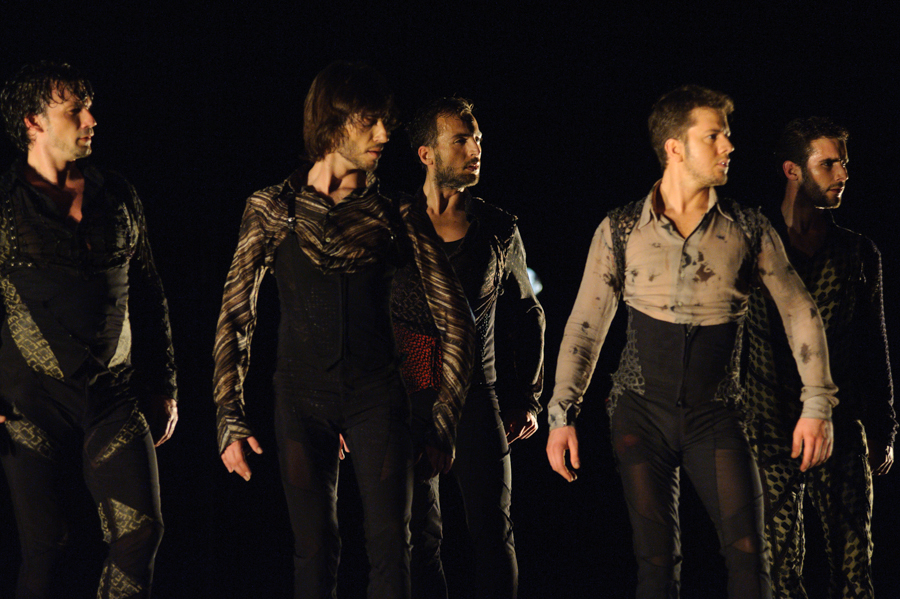
Marco Flores舞團作品 "Laberíntica"

- 《De Flamencas》
- 《Tránsito》
- 《Laberíntica》
- 《Entrar a juego》
- 《Fase Alterna》

## 相關連結
- Marco Flores舞蹈公司官方網站 （页面存档备份，存于）
- Marco Flores相關報導 Deflamenco.com （页面存档备份，存于）
- Marco Flores相關報導 Flamenco-World
- Marco Flores相關報導 Gobierno de España和INAEM Danza.es （页面存档备份，存于）